# それゆけ! R&R BAND
『それゆけ! R&R BAND』（それゆけロックンロールバンド）はZIGGYの1枚目のミニ・アルバム。

## 概要
- ZIGGY初のアルバムである。インディーズレーベルのVICEレコードから発売された。
- ジャケットには大きな蛾のイラストが描かれているが、これは蛾の”派手で毒々しい”というイメージが当時のバンドイメージと合致していたためである。蛾のロゴマークはその後ZIGGYの作品で何度か登場するようになる。
- メジャーデビュー後の1989年に再録音され、「それゆけ! R&R BAND 〜REVISITED」のタイトルで再発売された。収録楽曲並びに曲順はインディーズ版と同様である。ちなみにインディーズ版はLP限定発売。

## 収録曲
| 全作詞: 森重樹一（※特記以外）。 |                                                   |                        |          |      |
| #                               | タイトル                                          | 作詞                   | 作曲     | 時間 |
| 1.                              | 「それゆけ! R&R BAND」(※作詞: 森重樹一、戸城憲夫) | 森重樹一 （※特記以外） | 戸城憲夫 | 3:57 |
| 2.                              | 「I CAN'T STOP DANCIN'」                          | 森重樹一 （※特記以外） | 森重樹一 | 4:14 |
| 3.                              | 「FEELIN' SATISFIED」                             | 森重樹一 （※特記以外） | 森重樹一 | 3:16 |
| 4.                              | 「BURNIN' LOVE」                                  | 森重樹一 （※特記以外） | 森重樹一 | 5:32 |
| 合計時間:                       | 合計時間:                                         | 合計時間:              | 16:59    |      |